# Мошевићи (Илијаш)
Мошевићи су насељено мјесто у општини Илијаш, Босна и Херцеговина.

## Становништво
|             | 2013.       | 1991.        | 1981.        | 1971.        |
| Укупно      | 80 (100,0%) | 110 (100,0%) | 97 (100,0%)  | 92 (100,0%)  |
| Бошњаци     | 79 (98,75%) | 99 (90,00%)1 | 82 (84,54%)1 | 78 (84,78%)1 |
| Муслимани   | 1 (1,250%)  | –            | –            | –            |
| Срби        | –           | 11 (10,00%)  | 5 (5,155%)   | 14 (15,22%)  |
| Југословени | –           | –            | 10 (10,31%)  | –            |

1. 1 На пописима од 1971. до 1991. Бошњаци су пописивани углавном као Муслимани.